# Sala Mozart (Barcelona)
La Sala Mozart fou una sala de concerts i cinema situada al carrer de Bertrellans, 2, i de la Canuda, 31 de Barcelona. Durant els anys 1930 va ser un dels principals auditoris de la ciutat.

## Història
El Comitè de Defensa Social, presidit per Dalmau Figueras, tenia com a objectiu la lluita contra la immoralitat pública, la pornografia, la prostitució, la blasfèmia i l'anticlericalisme. Havia estat fundat el 21 de març de 1903, amb seu a la mateixa finca on hi havia l'Acadèmia de la Verge de Montserrat.
El 21 de desembre de 1905 va obrir al públic el seu local amb sessions de cinema dedicades a les aparicions de Lorda. La sala d'actes va rebre el nom de Cinema Lourdes i s'hi va mantenir fins al 1912.
L'empresa de pianos i pianoles Cussó SFHA va arrendar la sala el 1912. En els anys vint i trenta, la competència entre comerciants d'instruments musicals (Simplex, Steinway, Aeolian, Izábal, Phonola, etc.) era molt gran i la manera d'atreure clients i fer demostracions dels seus productes era oferir concerts als seus locals. Amb aquest objectiu, va transformar la sala en un auditori públic destinat a la música, donant-li el nom de Sala Mozart.
L'arquitecte Francesc Solà i Gener va projectar-ne la reforma, fent-ne una gran sala amb una galeria en ferradura i decoració classicista d'estil Lluís XVI, amb una gran sala de descans. La capacitat era de 530 espectadors.
Inaugurada el 27 de març de 1914, el local va acollir concerts de música (especialment de cambra, piano i cançó), representacions teatrals (a la mateixa finca hi havia, entre 1921 i 1927, l'Escola Catalana d'Art Dramàtic d'Adrià Gual). També va acollir molts dels actes organitzats per l'Associació Wagneriana, l'Associació Musical de Barcelona i l'Associació de Cultura Musical Popular, que, en diferents moments, van tenir la seu social a la finca.
A més dels actes propis de les entitats vinculades, la sala va ser escenari d'altres actes (congressos, conferències, etc.), organitzades per d'altres, trobades de partits polítics, assemblees d'entitats... El 1933 s'hi va constituir el partit Lliga Catalana. Hi van fer conferències Joaquim Pena, Joan Maragall (1905), Concha Espina (1916), Joaquim Ruyra (1919), Josep Subirà (1929), Hermann Keyserling, Ramón Gómez de la Serna, Theo van Doesburg (1930), Josep Maria de Sucre, Josep Puig i Cadafalch, José María Pemán (1932), Jaume Bofill i Mates, Francesc Pujols (1935), Ramiro de Maeztu (1936), Federica Montseny (1938), Josep Carner, Joan Alcover, Gaziel, etc.
En poc temps, la Sala Mozart va esdevenir un dels auditoris més selectes de la ciutat, amb una programació continuada i de gran qualitat, centrada en els recitals i la música de cambra, amb grups de petit format. Hi van actuar nombrosos artistes (en alguns períodes, hi havia concerts gairebé cada dia), com el pianista Antoni Laporta (el primer, el 1914), Mercè Plantada, Arthur Rubinstein i Gaspar Cassadó (març de 1915), Eduard Toldrà com a violinista (des de 1916), Wanda Landowska (1921), Marcos Redondo, Emili Vendrell, Joan Llongueres, Serafín Álvarez Quintero (1930), Otto Siegl, Ildebrando Pizzetti, Béla Bartók (1931), Darius Milhaud (1932), Marie Dubas (1933), Emili Pujol, Pau Casals, (diversos cops).
S'hi van oferir, per primer cop a Barcelona, moltes de les obres del repertori clàssic de cambra, com ara la integral de quartets de Beethoven (1916), pel Quartet Renaixement liderat per Eduard Toldrà. El 7 de febrer de 1931 hi va actuar, en un concert organitzat per l'Associació de Música da Camera de Barcelona, Béla Bartók, oferint un recital d'obres seves per a piano i cançons, cantades per Valia Sokolova. El 23 d'abril del mateix any, hi va actuar Ildebrando Pizzetti, interpretant obres seves.
El 1925 (17 de maig) s'estrenà completa Suburbis, suite per a piano de Frederic Mompou i la seva Cançó i dansa número 2. Xavier Gols hi va estrenar la seva Suite per a piano (25 de juny de 1930). El 25 de juny del 1931 va fer-s'hi el concert inaugural del grup Compositors Independents de Catalunya (CIC), organitzat per l'Associació de Música da Càmera. El 17 de febrer de 1932, Darius Milhaud va interpretar obres seves en la seva única visita a Espanya. El dia 14 s'havia estrenat a la sala la seva òpera Le pauvre matelot (va ser l'estrena de l'obra a Espanya), dirigida per l'autor.
Fins al 1936, també va funcionar com a cinema familiar infantil, on els pares deixaven la canalla mentre ells assistien a representacions teatrals en altres teatres propers. Del 1939 a 1962, els caps de setmana s'hi va fer un cicle de teatre infantil. El 1940, Antoni Marquès hi va estrenar la seva sarsuela Caperucita Roja.
Al llarg del temps, després de la Guerra Civil, s'hi van fer espectacles de màgia (la Sociedad Española de Ilusionismo hi tenia la seu des de 1943), titelles i pallassos, retransmissions de ràdio (de Ràdio Barcelona, des dels anys vint), conferències i projeccions de cinema. Hi van participar actors com a Rafael Anglada, que hi va debutar el 1939, locutors com Joaquín Soler Serrano, l'artista circenc Terry, etc.
El 1964, el local va ser adquirit pel Centre Cultural i Recreatiu Aragonès (abans Centre Obrer Aragonès), que el va fer servir com a sala d'actes fins que l'edifici va ser enderrocat el novembre de 2003.